# Бичекс
Бичекс је популарни ИРЦ клијент отвореног кода. Првобитни облик овог програма, који су написали "Trench" и "HappyCrappy", био је заправо скрипта за IrcII клијент за ћаскање. Касније ју је panasync (Колтен Едвардс) претворио у прави програм. BitchX 1.1 финална верзија издата је 2004. године. Програм је написан у C програмском језику и конзолна је апликација. Графички интерфејс је такође доступам, а користи GTK+ алатке. Овај програм ради на већини униксоликих оперативних система и дистрибуиран је под БСД лиценцом. Програм подржава IPv6, вишеструке сервере и , али не и UTF-8. BitchX (кога фанови често називају и само "BX") је добро познат због свог јединственог подразумеваног подешавања да шаље насумично изабране поруке приликом напуштања сервера или програма (/quit). BitchX2 је тренутни пројекат, мада и даље нема јавног издања ове нове верзије.